# Сулусай (Западно-Казахстанская область)
Сулусай (каз. Сұлусай) — разъезд в Бурлинском районе Западно-Казахстанской области Казахстана. Входит в состав Березовского сельского округа. Код КАТО — 273639300.

## Население
В 1999 году население разъезда составляло 55 человек (30 мужчин и 25 женщин). По данным переписи 2009 года, в разъезде проживали 54 человека (27 мужчин и 27 женщин).